# Quinter Schloss

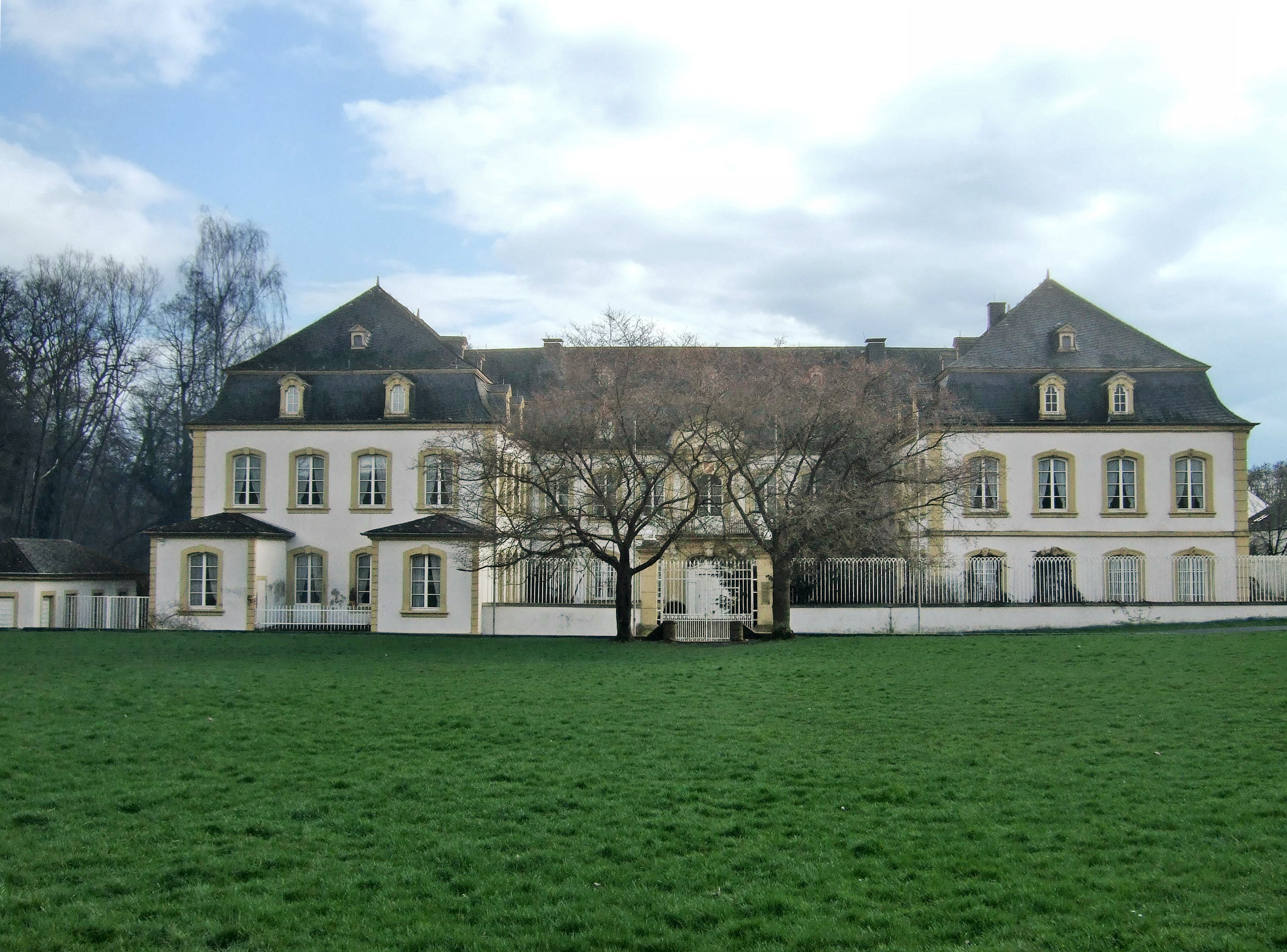
Quinter Schloss, Nordseite

Das Quinter Schloss ist ein barockes Schloss an der linken Seite der Mosel im Trierer Stadtteil Quint. Es wurde um das Jahr 1760 von den Eigentümern der Quinter Hütte, der aus Lothringen stammenden Familie Pidoll errichtet und steht heute als Kulturdenkmal unter Denkmalschutz. Es ist nur von außen zu besichtigen.

## Geschichte

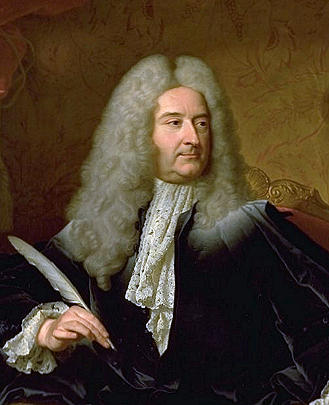
Einer der beiden möglichen Erbauer des Schlosses: Franz von Pidoll

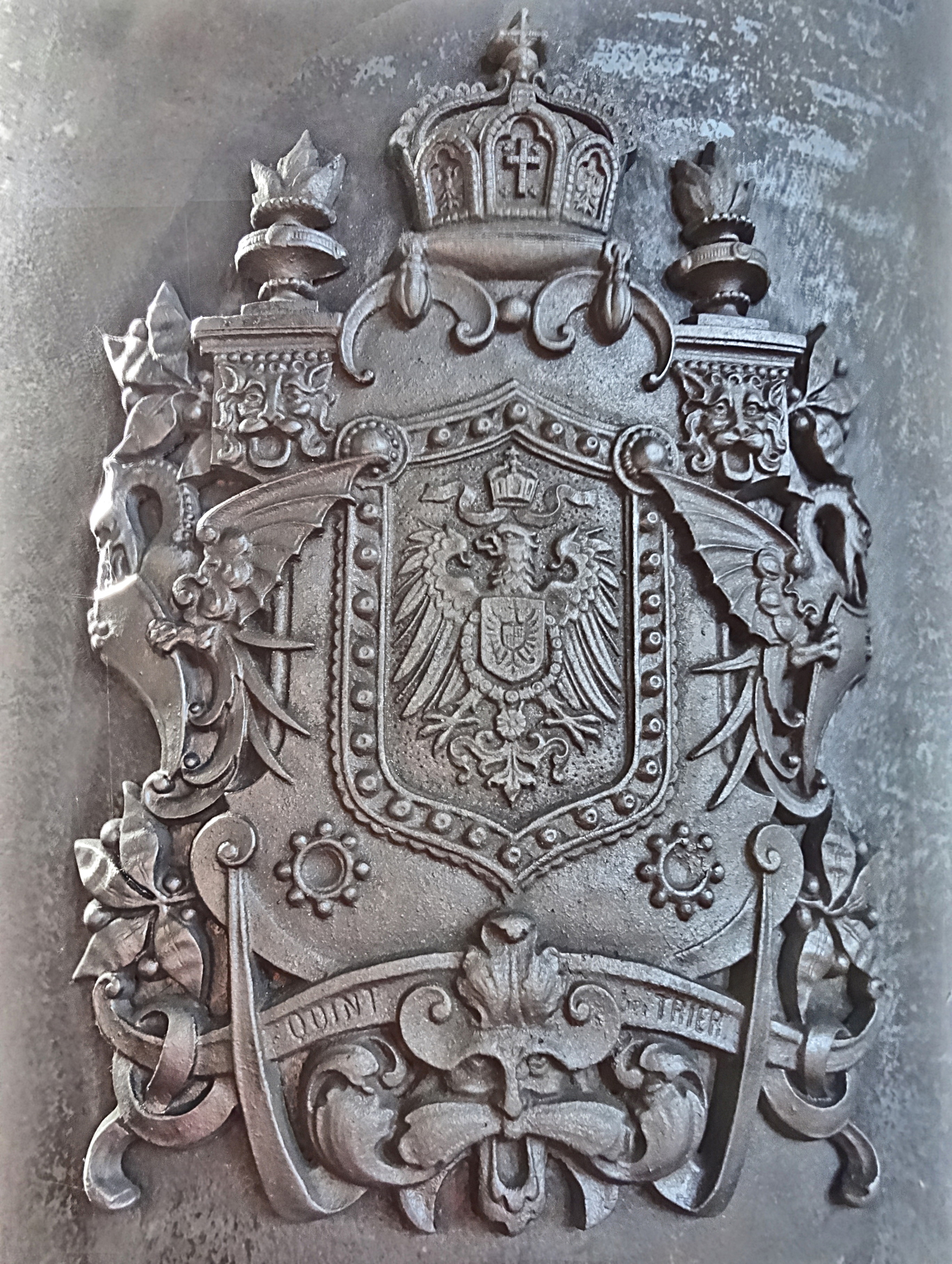
Ofenplatte vom Gusseisenwerk Quinter Hütte

Der Name Quint ist eine Ableitung von dem lateinischen ad quintum lapidem (deutsch beim fünften Meilenstein) und nimmt damit Bezug auf die Lage an der Römerstraße von Trier nach Andernach. 1683 gründete der frühere lothringische  Offizier Franz Pidoll gemeinsam mit seinem Schwiegervater Jean Pierre de Thier am dort fließenden Quintbach kurz vor dessen Mündung in die Mosel eine Eisenhütte, aus der später die Quinter Hütte hervorging. Am 18. Mai 1714 erhob Kaiser Karl VI. Franz Pidoll mit dem Namen „Pidoll von Quintenbach“ in den erblichen Adelsstand. Entweder er selbst oder sein Sohn Johann Franz ließ 1735/um 1760 das heutige Schloss als Wohn- und Verwaltungsgebäude der Eisenhütte errichten. Die Pläne dazu stammten vielleicht von dem kurtrierischen Hofbaumeister Johannes Seiz, der beim Skulpturenschmuck möglicherweise durch den Bildhauer Ferdinand Tietz unterstützt wurde.
Nachdem französische Revolutionstruppen 1794 Trier besetzt hatten, enteigneten die Besatzer die Familie von Pidoll und schlossen die Eisenhütte. Der Betrieb wurde aber 1808 wieder aufgenommen. Der symmetrisch angelegte Barockgarten des Schlosses erfuhr in der zweiten Hälfte des 19. Jahrhunderts eine Umgestaltung zu einem englischen Landschaftsgarten. Dabei wurde der frühere Walzweiher in die Neugestaltung mit einbezogen. Dies geschah, als die Familie des Eisenwerkbesitzers Heinrich Adolf Kraemer Schlosseigentümerin war. Sie besaß die Anlage auch noch im 20. Jahrhundert. In den 1950er Jahren betrieb die Klöckner Werke AG auf dem Schlossgelände ein Werk für Öfen aus Gusseisen. Die ehemaligen Gebäude des Hüttenwerkes wurden Anfang der 1980er Jahre abgebrochen, an ihrer Stelle entstand ein Neubaugebiet. Das bei Schließung des Werks bereits stark verfallene Schlossgebäude wurde in den 1980er Jahren umfassend restauriert und anschließend durch das Institut für Arbeitsrecht und Arbeitsbeziehungen in der Europäischen Gemeinschaft (IAAEG) von der Universität Trier genutzt. Als dieses 2003 auszog, stand das Gebäude leer. Ab und zu fanden dort noch Kunstausstellungen statt. Eine Eigentümergemeinschaft ließ das Schloss von einer Gesellschaft verwalten.
2011 wurde das Anwesen dann an eine Bauunternehmung und einen Luxemburger Investor verkauft, die Schloss Quint zu Eigentumswohnungen sowie zu Kanzlei- und Praxisräumen umgestalten wollen.

## Beschreibung
Schloss Quint ist eine dreiflügelige Barockanlage, deren Trakte einen rechteckigen Ehrenhof umschließen. Die vierte Hofseite wird durch eine niedrige Mauer mit einem gotisierenden Eisengitter abgeschlossen. Es ersetzte 1825 eine zuvor vorhandene, höhere Mauer. In der Mitte des Gitters befindet sich ein Tor, auf dessen Pfeilern zwei gusseiserne Greifen sitzen. Sie stammen aus der gleichen Zeit wie das Eisengitter.

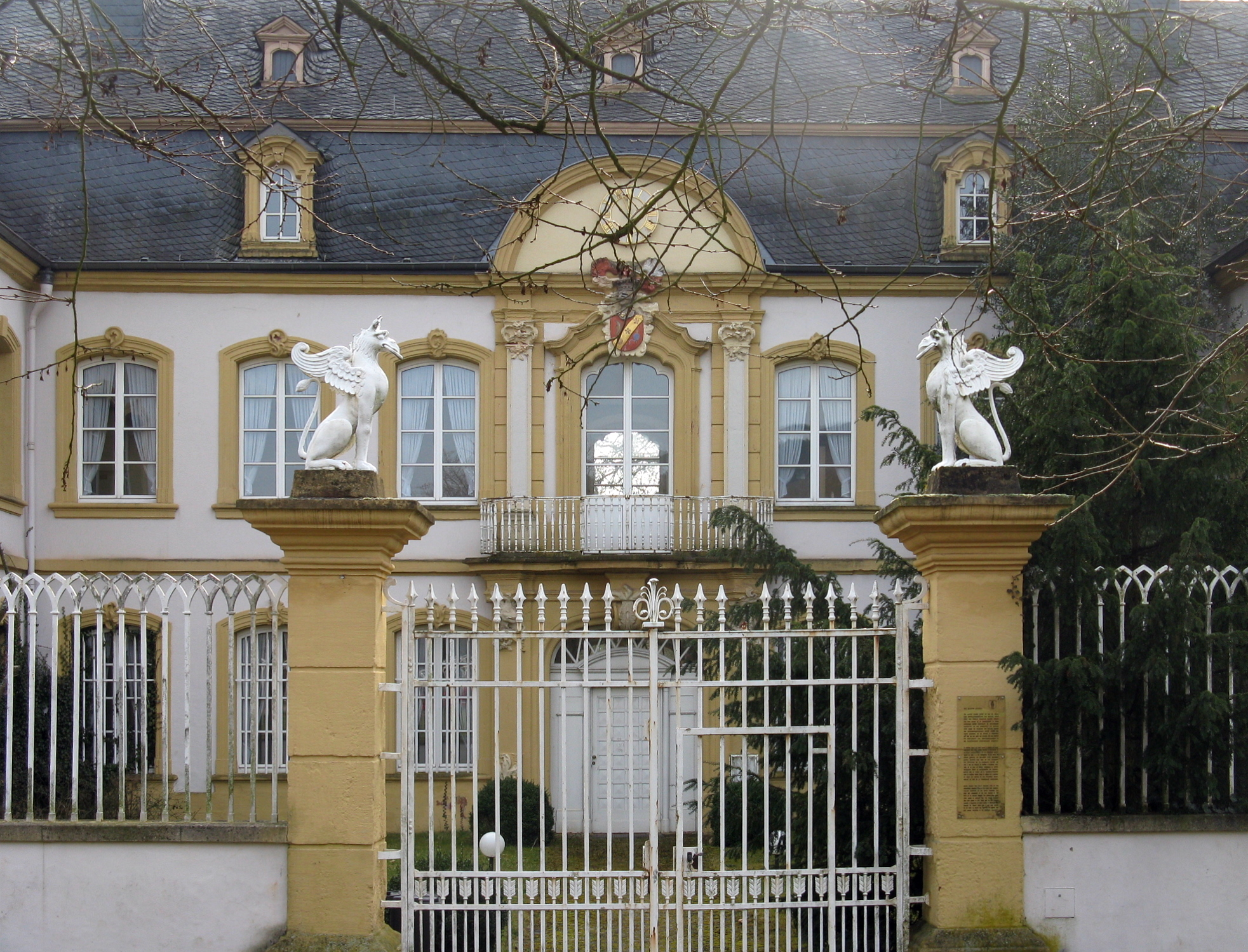
Schlosstor und Eisengitter

Das Schlossgebäude besitzt verputztes Mauerwerk aus Bruchstein mit Gliederungen aus rotem Haustein. Seine zwei Geschosse sind von einem gaubenbesetzten Mansarddach abgeschlossen. Ungewöhnlicherweise fehlt ihm der herausgehobene Mittelpavillon, der bei barocken Schlössern jener Zeit üblich war. Die hofseitige Fassade des Mitteltrakts ist durch Fenster in sieben Achsen unterteilt, wobei die Mittelachse durch Pilaster und einen Segmentbogengiebel besonders betont ist. Dort findet sich im Obergeschoss auch das skulptierte Wappen der Familie von Pidoll. Die beiden Seitenflügel sind an der Hof- und der Stirnseite jeweils vierachsig. Dem östlichen Seitenflügel sind zwei eingeschossige Pavillonbauten vorgesetzt, die als Pförtner- und Kontorraum dienten. Die beiden Geschosse des Schlosses weisen insgesamt eine Fläche von 2800 m² auf. Zu den Innenräumen zählt auch ein großer Saal in der ersten Etage.
Die gartenseitige Südfassade ist 17-achsig, Die drei mittleren Achsen sind durch Pilaster risalitartig betont. Ein Balkon im ersten Geschoss wird von Atlantenpilastern getragen. Bekrönt sind die drei Mittelachsen von einem Rundgiebel, der von zwei allegorischen Figuren flankiert wird. Sie repräsentieren Ackerbau und Gewerbefleiß. Im Giebelfeld findet sich Chronos. Auf dem Giebel thront Prometheus mit Fackel. Dieser Skulpturenschmuck entspricht der Art des Bildhauers Ferdinand Tietz. 
Eine breite Freitreppe führt vom gartenseitigen Portal in den weitläufigen Schlosspark mit alten und exotischen Gewächsen. Zu diesen zählen ein Ginkgobaum, eine Platane, eine Sumpfzypresse und eine Lilienmagnolie, die alle vier als Naturdenkmale geschützt sind.
Außerdem finden sich dort noch die Reste zweier Brücken. Eine 1854 von der Familie Krämer auf dem Schlossgelände für den protestantischen Gottesdienst errichtete Kapelle ist mittlerweile zur Ruine verfallen.